# تأثير أونروه
إن تأثير أونروه هو التنبؤ بأن المراقب المتسارع سوف يلاحظ إشعاع الجسم الأسود حيث لا يلاحظ المراقب بالقصور الذاتي أي شيء. بمعنى آخر، تبدو الخلفية دافئة من إطار مرجعي متسارع ؛ بعبارات للشخص العادي، فإن مقياس الحرارة الذي يتم التلويح به في مكان فارغ، وطرح أي مساهمة أخرى في درجة حرارته، سوف يسجل درجة حرارة غير صفرية. بالنسبة للمراقب المتسارع بشكل موحد، تُعتبر الحالة الأرضية للمراقب بالقصور الذاتي في حالة التوازن الديناميكي الحراري مع درجة حرارة غير صفرية.
تم وصف تأثير أونروه لأول مرة بواسطة ستيفن فالنغ في عام 1973 ، وبول دافيس في عام 1975 و و.ج أنروه في عام 1976. ليس من الواضح حاليًا ما إذا كان تأثير أونروه قد تمت ملاحظته بالفعل، نظرًا لأن الملاحظات المطالب بها متنازع عليها. هناك أيضًا بعض الشكوك حول ما إذا كان تأثير أونروه يعني وجود إشعاع أونروه .

## معادلة الحرارة
درجة حرارة أونروه ، التي اشتقها وليام أونروه في عام 1976 ، هي درجة الحرارة الفعالة التي يتعرض لها كاشف متسارع في مجال الفراغ . يعطى بواسطة 
{\displaystyle T={\frac {\hbar a}{2\pi ck_{\mathrm {B} }}},}
حيث ħ هو ثابت بلانك المنخفض ، a هي التسارع المحلي، c هي سرعة الضوء ، و kB هي ثابت بولتزمان .
درجة حرارة أونروه لها نفس شكل درجة حرارة هوكينغ TH = ħg2πckB للثقب الأسود ، الذي اشتق (بواسطة ستيفن هوكينغ ) بشكل مستقل في نفس الوقت تقريبًا. لذلك، يطلق عليها أحيانًا درجة حرارة هوكينج-أونروه.